# Tirumala (ort i Indien)
Tirumala är en ort i Indien.   Den ligger i distriktet Chittoor och delstaten Andhra Pradesh, i den södra delen av landet, 1 700 km söder om huvudstaden New Delhi. Tirumala ligger 858 meter över havet och antalet invånare är 18 013.
Terrängen runt Tirumala är huvudsakligen lite bergig. Tirumala ligger uppe på en höjd. Runt Tirumala är det tätbefolkat, med 881 invånare per kvadratkilometer. Närmaste större samhälle är Tirupati, 9,2 km sydost om Tirumala. I omgivningarna runt Tirumala växer i huvudsak blandskog.